# 金裕桓
金裕桓（韓語：김유환，1991年7月29日—），藝名裕桓，韓國男演員和歌手，曾為SPEED的成員之一。

## 影視作品

### 電視劇
| 年份 | 電視台 | 劇名                     | 角色   | 備註  |
| 2023 | KBS2   | 《真劍勝負》             | 徐智韓 | [ 1 ] |
| 2024 | KBS2   | 《狗之聲》               | 宋英勳 | [ 2 ] |
| 2025 | wavve  | 《沒出息的歷史》         | 沈權   |       |
| 2026 | SBS    | 《雖然從今天開始是人類》 | 徐範   | [ 3 ] |

### 網路劇
| 年份 | 播放平台 | 劇名             | 角色   | 備註  |
| 2021 | YouTube  | 《佛羅里達飯店》 | 白恩奎 | [ 4 ] |

## 外部連結
- 金裕桓的Instagram帳戶
- 金裕桓的X（前Twitter）
- 金裕桓在NAVER上的资料
- 金裕桓在Daum上的资料
- 金裕桓在HanCinema的頁面（英文）